# اورنج مولداوی
اورنج مولداوی (انگلیسی: Orange Moldova) شرکت مخابرات مولداویایی است، که در سال ۱۹۹۸ تأسیس شد.